# Glossadelphus tahitensis
Glossadelphus tahitensis är en bladmossart som beskrevs av Edwin Bunting Bartram 1933. Glossadelphus tahitensis ingår i släktet Glossadelphus och familjen Hypnaceae. Inga underarter finns listade i Catalogue of Life.